# Чернышева (деревня)
Чернышева — деревня в Викуловском районе Тюменской области России. Входит в состав Балаганского сельского поселения.

## История
В «Списке населенных мест Российской империи» 1871 года издания (по сведениям 1868—1869 годов) населённый пункт упомянут как казённая деревня Ишимского округа Тобольской губернии, при озере Мальковом, расположенная в 181 версте от окружного центра города Ишим. В деревне насчитывалось 36 дворов и проживал 231 человек (101 мужчина и 130 женщин).
В 1926 году в деревне имелось 87 хозяйств и проживало 429 человек (196 мужчин и 233 женщины). В административном отношении входила в состав Пестовского сельсовета Викуловского района Ишимского округа Уральской области.

## География
Деревня находится в восточной части Тюменской области, в таёжной зоне, в пределах юго-западной части Западно-Сибирской низменности, к западу от реки Ишим, на расстоянии примерно 22 километров (по прямой) к юго-юго-востоку (SSE) от села Викулова, административного центра района. Абсолютная высота — 73 метра над уровнем моря.
Климат
Климат континентальный с суровой холодной зимой. Годовое количество осадков — 417 мм. Средняя температура января составляет −18,9 °C, июля — +18 °C. Продолжительность периода с
устойчивым снежным покровом — 161 день.
Часовой пояс
Деревня Чернышева, как и вся Тюменская область, находится в часовой зоне МСК+2. Смещение применяемого времени относительно UTC составляет +5:00.

## Население
| 2010 |
| ---- |
| 62   |

Гендерный состав
В 1871 году в деревне проживал 231 человек (101 мужчина и 130 женщин).
В 1926 году в деревне проживало 429 человек (196 мужчин и 233 женщины).
По данным Всероссийской переписи населения 2010 года в гендерной структуре населения мужчины составляли 48,4 %, женщины — соответственно 51,6 %.
Национальный состав
Согласно результатам переписи 2002 года, в национальной структуре населения русские составляли 74 % из 70 чел.

## Улицы
Уличная сеть деревни состоит из одной улицы и одного переулка.